# Râul Pănătău
Râul Pănătău este un curs de apă, afluent al râului Buzău. 